# Battle Hill (Grenada)
Battle Hill (dt.: Gefechtshügel) ist eine Siedlung im Parish Saint Andrew im Osten von Grenada.

## Geographie
Die Siedlung gehört zu Marquis. Sie liegt östlich von Union Village an der Ostküste oberhalb von Soubise Point und mit Blick auf Marquis Island.

## Klima
Das Klima ist tropisch heiß. 